# Gino Grimaldi
Gino Grimaldi (Isola della Scala, 8 febbraio 1889 – Cogoleto, 28 luglio 1941) è stato un pittore italiano del Novecento.
Conosciuto come il pittore del manicomio di Cogoleto, svolse la parte più importante della sua attività artistica nell'ex-ospedale psichiatrico di località Pratozanino, nel quale fu internato dal 1933 fino alla morte per cardiopatia. È da alcuni considerato come uno dei primi e più compiuti esempi di arteterapia, mentre altri esperti hanno considerato l'espressione artistica di Grimaldi come preesistente a qualsivoglia progetto di tipo terapeutico.
La sua opera è connotata da un'iconografia dell'omosessualità che miscela simbologia cristiana e immaginario erotico forse ispirato dalla visione di bagnanti adolescenti osservati sulla spiaggia di Cogoleto. La riscoperta dell'artista si deve alla critica d'arte Giovanna Rotondi Terminiello, l'allora Sovrintendente dei Beni Artistici a Genova, che, oltre ad essere stata l'autrice di uno scritto su di lui, nel 2007 ha curato l'esposizione delle opere di Grimaldi nell'Oratorio di San Lorenzo di Cogoleto.

## Biografia
Gino Giulietto Grimaldi nacque in una famiglia di modeste condizioni economiche ad Isola della Scala, in provincia di Verona, ma all'età di due anni si trasferì prima a Torino, poi a Feltre, Treviglio e infine a Bergamo, città che prediligeva, poiché usava firmarsi Bergamensis. Il nucleo famigliare era composto dalla madre Natalia Pitteri, che lo preferiva all'unica sorella minore Alice, e dal padre Innocenzo, con il quale viveva rapporti assai più difficili, poiché il genitore non apprezzava la vena artistica del figlio e lamentava il fatto che non riuscisse a contribuire adeguatamente alle necessità di casa, soprattutto dal punto di vista economico. 

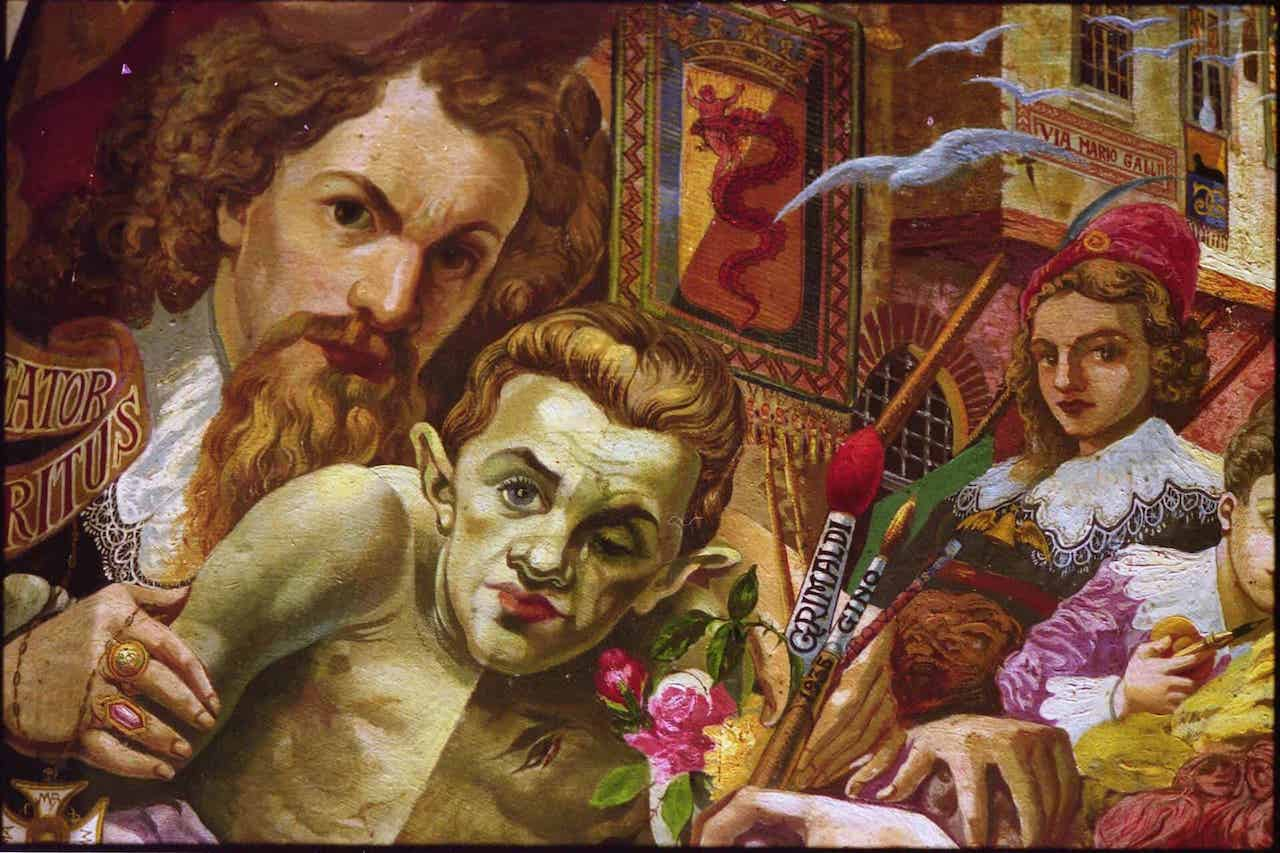
Dettaglio della Carità di San Camillo de Lellis con autoritratto dell'autore

Per motivazioni non ben identificate, il padre Innocenzo venne ricoverato nell'ospedale psichiatrico di Bergamo e lì morì, quando Gino aveva vent'anni, che nel frattempo aveva completato le scuole elementari superiori e al termine si era iscritto all'Accademia di belle arti di Carrara, senza tuttavia portarla a termine. Come riporta Paola Zallio, nel registro dell'Anno Accademico 1910/1911 vi è proprio una riga nera che cancella il nome di Gino Grimaldi, con la seguente motivazione: "Dal secondo semestre non si presentò più alle lezioni". Proprio al 1910 risale la sua adesione alla Società Teosofica di Milano.
Riformato alla visita militare per la debolezza della vista e dopo aver cercato disperatamente un posto di lavoro, venne assunto dall'Istituto della Arti Grafiche di Bergamo in qualità di pittore litografo, per cui realizzò dieci almanacchi da muro e dodici copertine della rivista Emporium, fonte di ispirazione per la sua produzione artistica. Infatti in questo ambiente approfondì la conoscenza del simbolismo francese e dei preraffaelliti. 
Aveva ventiquattro anni quando il 2 agosto 1913 venne arrestato per furto, e il medico che lo visitò in Questura decise di ricoverarlo all'ospedale psichiatrico di Venezia per tenere sotto osservazione la sua psicosi maniaco-depressiva, "per gli atti commessi, per i discorsi fatti, per i propositi di suicidio espressi" e lo "stato di eccitazione e di confusione mentale" che potevano renderlo pericoloso "per sé e per gli altri". Il giorno dopo l'internamento, uno psichiatra riportò le parole del paziente, descritto come ordinato, tranquillo e superficialmente corretto: 
(Gino Grimaldi in Zallio, cit, p. 31)
Qualche mese dopo, il 2 dicembre del medesimo anno, un medico invece trascrisse lo stupore dello stesso Grimaldi nell'aver visto la prova della sua firma "Rubens" apposta a molti suoi scritti. Il degente avrebbe riconosciuto il suo stato di allucinazione, attribuendolo "alla vita piena di disappunti, di dolori e di privazioni che ha sempre condotto per gli scarsi guadagni che la sua professione di pittore gli procurava". Raccontò inoltre della morte del padre, della sorella disinteressata alle sue sorti e lamentò la scarsità dei mezzi a disposizione per eseguire disegni e figure di un certo valore. Dimesso il 3 aprile 1915, si trasferì a Milano. 
In seguito chiese volontariamente di essere di nuovo ricoverato al manicomio di Mombello a Limbiate. Il primo si svolse dal 25 febbraio 1916 e il 24 dicembre 1918, periodo in cui dipinse la cappella dell'ospedale psichiatrico consacrata nel 1915 al Sacro Cuore di Gesù. Quando uscì, venne chiamato a decorare cappelle, ville e palazzi dell'Italia settentrionale, in particolare nell'area intorno a Bellagio, realizzando copie di celebri quadri e inventandone altre; dei buoni compensi ricevuti, tuttavia, spendeva quasi tutto vivendo in albergo e saziandosi di cibo e bevande. Tra il 1920 e il 1924 scrisse una ventina di articoli di critica artistica e letteraria sul Lavoratore Comasco firmandosi Abate Grimm.
I registri del manicomio di Mombello però riportano le date di successivi internamenti: dal 28 ottobre 1925 al 26 giugno 1928; dal 6 ottobre 1928 al 5 settembre 1929; dal 25 gennaio 1930 al 19 dicembre 1931; dal 30 dicembre 1931 al 2 settembre del 1932; dal 3 ottobre 1932 al 15 aprile 1933.
Pochi giorni dopo questa sua ultima dimissione riparò a Genova nella convinzione di essere ricercato dalla polizia a causa della propria omosessualità. In precedenza aveva avuto qualche rapporto anche con delle prostitute, ma il suo timore incessante era quello che una polizia segreta stesse raccogliendo le prove delle relazioni fugaci che aveva avuto con alcuni uomini per poi condannarlo, subendo così lo stigma dell'omosessualità. Grimaldi si rifugiava quindi in manicomio, così da sentirsi padrone degli eventi che riguardano la sua vita.
Dopo aver tentato il suicidio, venne prima ricoverato all'Ospedale San Martino di Genova e poi trasferito al manicomio provinciale di Pratozanino, frazione di Cogoleto. Il conseguente nuovo ricovero per psicosi nevrastenica, il 28 aprile del 1933, portò i medici che lo avevano in cura a consentirgli l'esercizio della pittura a fini terapeutici, ma solo dopo averlo trasferito dal padiglione agitati a quello dei lavoratori, passando per un periodo di prova in quello dei tranquilli. 
Fu così che il pittore iniziò a decorare la chiesa di Santa Maria Addolorata, interna all'ospedale, chiedendo di poter lavorare dalle 7 del mattino alle 7 di sera, possibilmente senza accompagnamento del personale. Si ricordano gli scatti d'ira per l'eccessivo controllo e l'esigenza di nascondere dietro alcuni teli tutto ciò che era in corso di realizzazione.
Subito dopo aver completato la Carità di San Vincenzo in data 10 luglio 1936, Grimaldi realizzò un catalogo completo di tutte le opere da lui realizzate a partire dal 1910, classificandole per qualità: solo una ha i tre asterischi che spettano a quello che riteneva costituire il suo capolavoro: una rappresentazione del Dottor Faust. Tuttavia quell'anno rifiutò la dimissione dallo stesso nosocomio, per poter terminare nel 1937 i lavori nella Chiesa dell'ospedale psichiatrico di Pratozanino; l'artista vi appose la firma con la scritta Ultima Opus. Addio mia Arte. Dopo la dimissione, fu affidato alla famiglia del capo del personale dell'ospedale psichiatrico, che però a sua volta si trasferì all'interno della stessa struttura; ricoverato nuovamente nel 1941, morì a causa di un attacco cardiaco il 28 luglio dello stesso anno.
Riguardo alla presenza di Grimaldi all'ospedale psichiatrico di Cogoleto, l'esposizione inaugurata nel 2007 ne ha ricordato con un pannello descrittivo i termini della vicenda umana, dopo la fuga "a Genova in preda ad una sofferenza depressiva divenuta intollerabile":

## Opere
Le sue opere principali a noi giunte sono due grandi tele, parte di un ciclo di dipinti destinati alla piccola Chiesa di Santa Maria Addolorata dell'ospedale psichiatrico di Pratozanino; esse rappresentano la Carità di San Camillo de Lellis (1935) e la Carità di San Vincenzo de' Paoli (1936). Di grandi dimensioni e con la sommità ogivale, erano disposte in modo simmetrico entro le finte finestre che, lungo la parete del presbiterio, fiancheggiano le finestre reali.
Dal 2007 le due Carità sono esposte all'interno dell'Oratorio di San Lorenzo di Cogoleto, assieme ad altre opere dell'artista: tre lunette ad olio, dipinte su supporti costituiti da una lastra di malta cementizia e sostenute da un telaio metallico, e un conopeo copritabernacolo. Le lunette erano destinate ai tre portali d'accesso alla Chiesa; le due minori raffigurano Il Buon Pastore (1939) e una Madonna con il Bambino, mentre quella principale è dedicata alla Pietà. Vi è inoltre una quarta lunetta, non esposta, che costituisce un abbozzo della medesima Pietà. Il copritabernacolo, con un'impostazione più tradizionale rispetto ad altre opere, mostra due angeli, uno bruno e l'altro biondo, riccamente vestiti e genuflessi di fronte al Santissimo; tuttavia il pittore si è permesso di inserire alcune dita sovrabbondanti alle mani giunte in preghiera. 

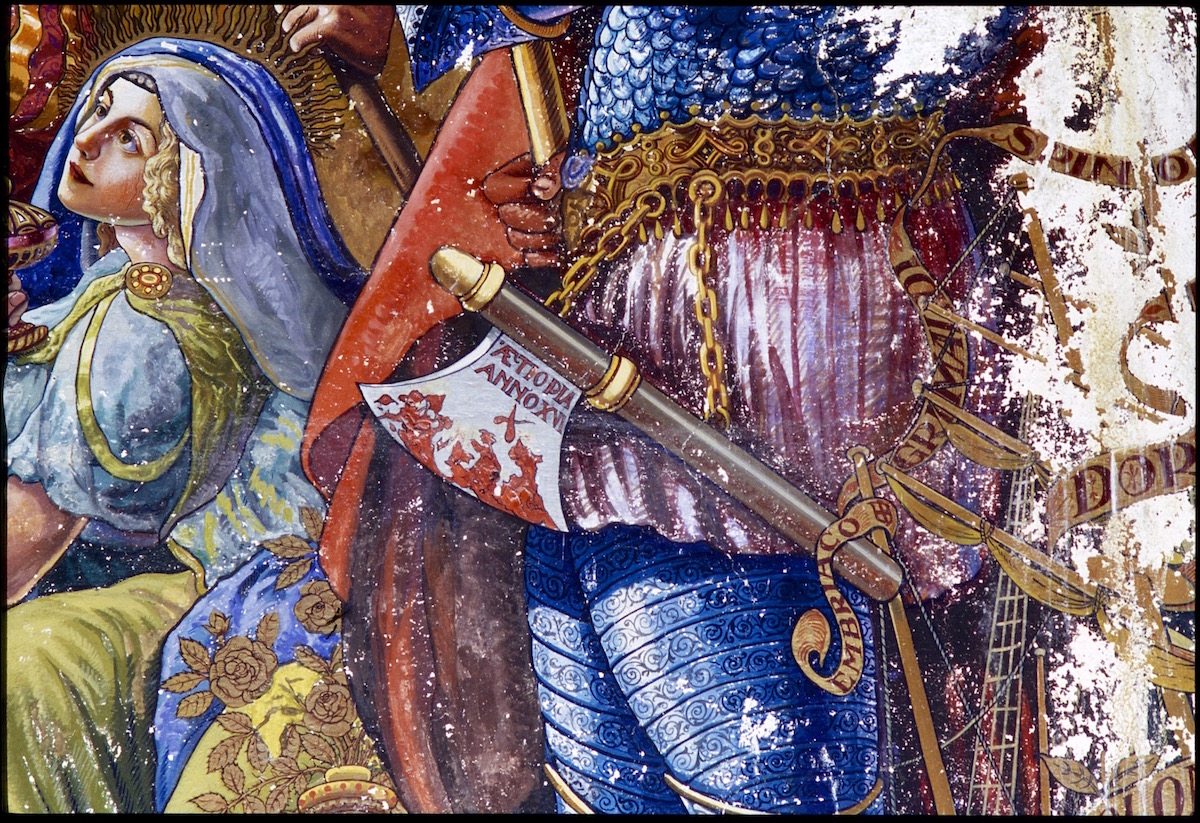
Affresco nella chiesa dell'ex manicomio di Cogoleto

I dipinti della chiesa sono rimasti a lungo in stato di abbandono e quasi illeggibili, ma di essi rimane traccia preziosa nella campagna fotografica curata dal fotografo Michele Ferraris nel 1997. 
Le scene che si ritrovano nelle testate del transetto sono il Miracolo dell'Indemoniato e la Natività, che al contempo è anche Adorazione dei Magi; in controfacciata invece un Cristo Risorto. La Natività è caratterizzata da un intenso arcobaleno che separa l'imponente figura di Gesù, alle cui spalle ci sono molti Santi, compreso San Pietro in ginocchio, dal lato dei dannati, dal quale l'Indemoniato è tratto in salvo; vi è un leone solo, nel quale il pittore si identifica mediante un cartiglio azzurro: "SOLO E' IL LEONE E SOL SON IO". La Natività è una scena in cui i personaggi sono ancora più sovrapposti ed è al contempo anche un'Adorazione dei Magi. Tra gli innumerevoli simboli, sono presenti richiami alle famiglie di Genova, città personificata anche da San Giorgio e il drago. 

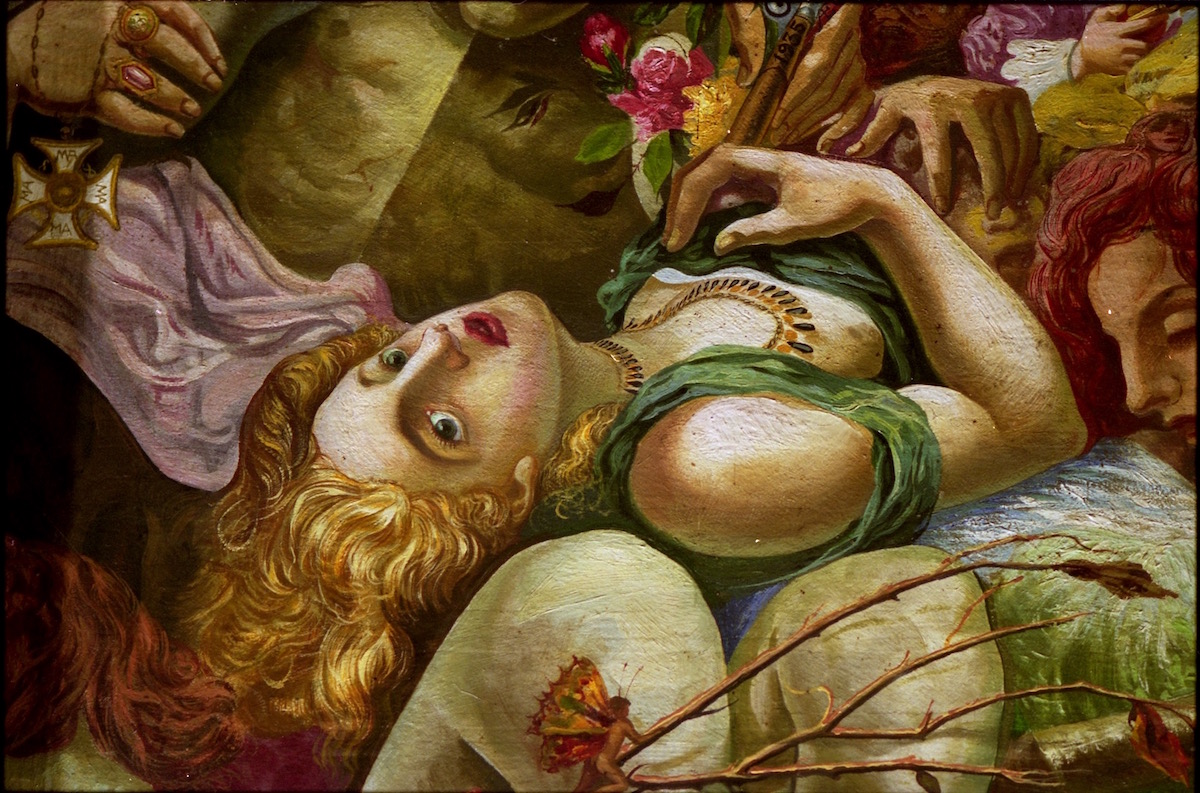
Dettaglio della Carità di San Camillo de Lellis

Tra le caratteristiche iconografiche, si segnala la tendenza ad "occupare senza soluzione di continuo tutto lo spazio disponibile", non solo segno di bourrage (termine utilizzato in psichiatria per indicare i riempimenti del foglio da parte di pazienti psicotici) ma di vero e proprio horror vacui da riempire con un significato esistenziale. Le rappresentazioni sembrano inscenare una realtà parallela in cui rifugiarsi, con un'alternanza tra visi perfetti, solcati dall'inespressività della malinconia, e altri grottescamente deformi. Le biografie dei Santi e le scene evangeliche contengono tutti gli elementi della tradizione agiografica - nella Carità di San Vincenzo, ad esempio, inserisce il ritratto del cardinal Richelieu e quello di Luigi XIV di Francia realizzato da Hyacinthe Rigaud - aggiungendo tocchi estemporanei, autoritratti inquietanti e volti che riempiono ogni singolo centimetro quadrato della tela con simbologie d'ogni tipo. Il monogramma con due "G" incrociate, reiterato ogni volta in foggia differente, rappresenta il timbro dell'artista. 
Lo psicoanalista Carmelo Conforto ha rintracciato nell'opera di Gino Grimaldi i "tentativi di descrivere i turbamenti d'una sessualità ambigua, ossessionante, immagino, quando è dispersa nei frammenti di coatta anatomia sessuale, o disperante, forse, quando desiderio, amore, bisogno di attenzione e sostegno sono mostrati, resi evidenti ad un potenziale interlocutore in grado di accoglierli".
Nel 2014 un finanziamento ha permesso di effettuare indagini non-distruttive sui dipinti murali e alcune operazioni di preconsolidamento che potranno essere funzionali in vista di un futuro restauro completo del ciclo pittorico di Grimaldi. Dalle analisi è emerso che non si tratta propriamente di affreschi ma di dipinti a secco in cui la tecnica preponderante è la tempera proteica, che in alcune stesure viene associata a una modesta aggiunta di olio siccativo e in un caso analizzato quest'ultimo è miscelato anche con cera.